# 楚鸿彦
楚鸿彦（1942年—），河南杞县人，中国人民解放军将领、中国人民解放军中将。 
1960年参加中国人民解放军，毕业于空军第二航空预备学校飞行专业，中国共产党党员。历任总参谋部装备部副部长，中国人民解放军总装备部综合计划部部长，2002年任总装备部副部长。
2002年，授予中国人民解放军中将，2008年，担任全国人大内务司法委员会委员。